# Crypturellus erythropus
Crypturellus erythropus, conhecido popularmente por inhambu-de-perna-vermelha, ou inambu-de-perna-vermelha, é uma ave ratita da família Tinamidae.

## Caracterização
O inhambu-de-perna-vermelha mede entre 27 e 32 cm de comprimento, quando adulto. As partes superiores são acastanhadas e o peito cinza contrasta com o ventre amarelado. As costas e asas são levemente barradas, sendo pouco visível nos machos e com variações entre as subespécies.
É encontrado nos trópicos do norte da América do Sul, nas Guianas (Guiana, Suriname e Guiana Francesa), Colômbia, Venezuela e norte do Brasil (Amazonas, Pará e Amapá). Comumente registrado em florestas secas e terras arbustivas em altitudes superiores a 1.300m, pode ser encontrado em habitats de floresta úmida.
Foi registrado alimentando-se de sementes, bagas, caracóis e insectos. Pouco é conhecido sobre sua reprodução, mas seus ovos são cinza-arroxeados com uma variável quantidade de manchas rosadas.

## Taxonomia
As subespécies de inhambu-de-perna-vermelha são:
- Crypturellus erythropus erythropus
- Crypturellus erythropus cursitans
- Crypturellus erythropus spencei
- Crypturellus erythropus margaritae
- Crypturellus (erythropus) saltuarius
- Crypturellus (erythropus) columbianus
- Crypturellus (erythropus) idoneus

A taxonomia permanece incerta, com algumas autoridades considerando os taxa saltuarius, idoneus e columbianus como sendo espécies monotípicas e não subespécies do inhambu-de-perna vermelha.